# 한국소셜네트워크기자협회
한국소셜네트워크기자협회(Korea Social-network Journalist Association)는 대한민국의 소셜네트워크서비스 언론인 단체이다. 2012년 6월 1일 발족하였다.

## 주요사업
- 전·현직 언론인 소셜네트워크서비스 공동 연구 집필사업
- 전·현직 언론인 소셜네트워크서비스 활용 교육
- 언론관련 학술지와 단행본, 월간잡지 등을 발행하는 출판사업
- 언론관련 포럼과 세미나, 토론회, 연구 발표회, 강연회 등
- 뉴미디어 언론인상 제정 시상
- 신기술 지식정보화 IT사업
- 해외 소셜 언론 단체 국제 정보 교류

## 뉴미디어 언론인상
2012년부터 한국뉴미디어발전을 위하여 뉴미디어 언론인상을 시상하고자 준비하고 있다.

## 회원사
협회 회원사로 40여개의 온·오프라인 미디어와 200여명의 언론인이 참여하고 있다.